# Перша кельтіберська війна
Перша кельтіберська війна (181—179 рр. до н. е.) — перше велике повстання племен кельтіберів проти Римської республіки в провінції Близька Іспанія.

## Передумови
Невдовзі після завершення Другої пунічної війни 201 року до н. е., римляни, що відповідно до мирної угоди отримали у володіння частину Піренейського півострова створили там провінції Близька і Дальня Іспанії.
Агресивні дії Римської республіки наштовхнулися на опір кельтіберських і іберських племен. З 195 року до н. е. відбувалися постійні сутички та походи римлян вглиб півострова. Консул Марк Порцій Катон Старший разом з преторами публієм Манлієм та Аппій Клавдієм Нероном з великими труднощами придушив повстання турдетанів, авзетанів, свессетанів і ілергетів.
У 194 році до н. е. повстали оретани, ваккеї та веттони, що завдали поразки претору Сексту Дігіцію. Лише його наступник гай Фламіній зумів завдати поразки повсталим. Втім боротьба Фламінія з іберами тривала до 190 року до н. е.
185 року до н. е. претори Луцій Квінкцій Криспін і Гай Кальпурній Пізон вдерлися до земель кельтіберів. після першої невдачі римляни завдали поразки супротивнику у битві на річці Таг. Втім Кельтіберія не була приборкана.

## Перебіг подій
Влітку 181 року до н. е. повстало кельтіберське плем'я лузонів. До них доєдналися племена белів, тифтіїв, ареваків, пелендонів, створивши 35-тисячне військо. Їх підтримали племена ваккеїв і веттонів.
Претор Квінт Фульвій Флак, вирішив взяти ініціативу на себе, мобілізувавши союзних іберів, вдерся до Карпетанії (південна Кельтіберія). Римські легіони підійшли до міста Ебура, що належала веттонам. У запеклій битві римляни здобули блискучу перемогу, втративши 200 легіонерів, 800 союзників і 2400 допоміжних сил. Ворог втратив 23 тис. загиблими та 4700 полоненими. Ебуру було захоплено.
Пройшовши на північ Карпетанції, Флакк захопив місто Ульбікну, а потім завдав нової поразки кельтіберам у битві біля Контребії (головне місто племені бели). Повсталі втратили 12 тис. вбитими, 5 тис. полоненими. Римляни спустошили усю місцевість, захопивши поселення кельтіберів.
Флакк 180 року до н. е. отримав від сенату тріумф, а також повідомив, що кельтібери приборкані. Навіть пропонував вивести звідти римські легіони, а спиратися на союзників, яких повинно було вистачити.
Втім новий претор Тиберій Семпроній Гракх справедливо вважав виведення римських військ з Близької Іспанії передчасним. Зрештою Гракх отримав разом з допоміжними силами 13 200 легіонерів і 750 вершників.
Ще до прибуття Гракха до провінції Квінт Фульвій Флакк знову виступив проти кельтіберів, що вкотре повстали, розраховуючи на від'їхд Флакка. Римляни сплюндрували значну частину Кельтіберії. За цим Флак рушив до Тарракону, де мав передати командування новоприбулому Гракху. На шляху його було атаковано в Манліанському перевалі. В запеклій битві римляни завдали поразки кельтіберам, що втратили 17 тис. вбитими і 4 тис. полоненими. Римські втрати склали 472 римлян, 1019 латинських союзників та 3 тис. іберів.
179 року до н. е. Тиберій Семпроній Гракх і Луцій Постумій Альбін, пропретор провінції Дальня Іспанія, отримали додатково 8 тис. легіонерів і 700 вершників. Вони вирішили остаточно приборкати кельтіберів. Альбін рушив через землі лузитанів проти ваккеїв. Гракх безпосередньо атакував решту племен кельтіберів. Спочатку він захопив міста Мунда і Кертима. За цим у битві біля Алке завдав тяжкої поразки супротивникові, що втратив 9 тис. вбитими і 320 полоненими. Втрати римлян становило 109 легіонерів.
За цим пройшов Кельтіберією, підкоривши 103 поселення. Потім повернувся до Алке, де після тривалої облоги захопив місто. тут потрапила у полон родина Турру, одного з провідних вождів кельтіберів. Це змусило останнього почати перемовини з римлянами, внаслідок чого турру оголошений «другом Риму». Надалі допомагав Гракху у приборканні повсталих племен. На півночі Кельтіберії у триденній битві біля гори Чаун Гракх завдав кельтіберам рішучої поразки. Ті втратили згідно Тита Лівія 22 тис. загиблими і 300 полоненими. В цей час Луцій Постумій Альбін завдав нищівної поразки ваккеям, які нібито втратили 35 тис. загиблими (можливо, тут підраховані загальні їх втратити в усій війні).
У наступні місяці змусив кельтіберів відступити від міста Каравіс, які ті взяли в облогу. Невдовзі римляни були раптово атаковані 20-тисячним військом біля Гавна (або Комплеги), але римські військо завдало їм поразки. За цим заснував римську колонію на місці колишнього іберійського міста Ілітурги та нову колонію Гракхуріс.
Розуміючи необхідність створити більш міцний ґрунт для римського панування на півострові почав перемовини з кельтіберськими вождями. останні з огляди на значні військові втрати, плюндрування своїх земель також почали перемовини. Ймовірно чималу роль в цьому відіграв вожді Турру.

## Наслідки
За укладеною угодою кельтібери визнавали владу Риму. Водночас замість колишньої збори данини впроваджувався податок віценсима — 5 % врожаю зерна, яка була більш ефективною і менш вразливою до зловживань, ніж звичайна римська практика делегування збору податків відкупникам. Також вожді кельтіберів мали забезпечувати римських преторів допоміжними військами. При цьому кельтібери отримали право розбудовувати та зміцнювати існуючи міста, їм заборонено зводити нові укріплення. Також вождям могли продавати права на розведення корисних копалин та прокладання шляхів. Вожді, що уклали ці угоди, отримали від Гракха титул друзів Риму. деяким племенам було надано землі замість сплюндрованих.
Такі м'які й дипломатичні заходи забезпечили умиротворення провінції до 154 року до н. е.